# Илирийски листопадни гори
Илирийските смесени гори са екорегион в Югоизточна Европа, част от биома на Средиземноморските гори, редколесия и храстови биоми и биогеографската област Палеарктика.
Обхваща дълга ивица по източното крайбрежие на Адриатическо и Йонийско море, на територията на Гърция, Албания, Черна гора, Босна и Херцеговина, Хърватия, Словения и Италия. Климатът е средиземноморски на юг до влажен субтропичен на север. В по-ниските части на областта преобладават смесени гори от дъб, габър, ясен, смрадлика, драка и церцис, по самото крайбрежие и макия от дъб, бор, кукуч, пирен, хвойна, маслина. В по-високите части, над 1000 метра надморска височина, те преминават в иглолистни гори от ела, смърч и бор.